# Volley Belgium
Volley Belgium är Belgiens volleybollförbund. Den grundades 27 oktober 1945 som Belgisch Volleybal Verbond (nederländska) respektive Fédération Belge de Volley-bal (franska). Den omvandlades 1977 till en paraplyorganisation för Volley Vlaanderen (Flandern) och Association Interprovinciale Francophone (Vallonien); senare tillkom Regionales Volleyballverband. Då organisationen funnits i 50 år kunde den 1995 lägga till kungliga i sina respektive namn. Den har haft sitt nuvarande namn sedan 2018.
Förbundet organiserar de nationella serierna i volleyboll (Liga A och Liga B för damer, Liga A, Liga B och Eerste nationale för herrar), belgiska cupen (damer och herrar) och landslagen (dam och herr). Det finns ungefär 60 000 licensierade spelare, med något fler damer än herrar. Förbundet är medlem av de internationella volleybollförbunden CEV och FIVB.

## Volleybollens historia i Belgien
Volleybollen kom till Belgien i samband med första världskriget. Den kom dels genom belgiska piloter som varit i England, dels via internationella organisationer om YMCA och Röda korset som bedrev verksamhet i landet. I början förekom sporten främst i Bryssel. Senare kom den att växa, inte minst under 1970-talet.